# エレミヤ書
『エレミヤ書』 (יִרְמְיָהוּ Yirməyāhū)（エレミヤしょ）は、旧約聖書の一書であり、三大預言書（『イザヤ書』、『エレミヤ書』、『エゼキエル書』）の一つ。プロテスタント教会の一般的な配列では旧約聖書の24番目の書にあたる。

## 概要
52章からなる。36章には、ヨヤキム（エホヤキム）王の第4年（紀元前605年）に、エレミヤが書記バルクに言葉を書き取らせたが、その巻物は王により焼かれてしまったので別の巻物に再び書いたとされている。全体的には神ヤハウェに従わないイスラエル国民がバビロンによって滅ぼされることをエレミヤが預言する内容となっている。イスラエル国民にとっては望ましい話ではなかったため、エレミヤは酷い仕打ちを受けることになる。最終章でエルサレムの宮殿は焼かれ、民はバビロンへ捕囚にされる。

### 筆者エレミヤについて
エレミヤが預言を始めたのは、ヨシヤ王の治世の第13年であるとされている（紀元前627年）。エレミヤは、バビロニアによるエルサレム陥落後の紀元前585年頃まで活動を続けたと考えられる。

## ヘブライ語聖書とギリシア語訳の相違
ギリシア語訳の七十人訳聖書とヘブライ語のマソラ本文を比較すると、諸民族への託宣の位置が異なるだけでなく、8分の1ほど短い。七十人訳には幾つかの部分に差異や欠落がある。
七十人訳の25章13節まではヘブライ語版と対応しているが、ヘブライ語版の25章の残りに対応するのは32章である。その後の33章から50章までがヘブライ語版の26章から43章までに対応する。七十人訳の51章はヘブライ語版の44章と45章にあたる。52章はヘブライ語版の52章に対応する。残りの、ヘブライ語聖書の46-51章の対応は複雑で、七十人訳の26章が46章、29章が47章、31章が48章、30章と25章14節以降が49章、27章が50章、28章が51章にあたる。
以前は、ギリシア語に翻訳されたときに短縮されたと推測されることも多かったが、死海文書の発見により、この見解は覆された。死海文書に含まれていた『エレミヤ書』の断片は七十人訳に対応しており、むしろ、マソラ本文が編集と加筆によって長くなったことが明らかになった。

## 構成
大まかには、年代順に記事は配列されていると考えられるが、必ずしも厳密なものではない。
25章13節には神の言葉が記されている巻物が言及されているので、この巻物の内容がエレミヤ書25章までの基本部分を構成していると考えられることが多いが、明確にゼデキヤ王の時代に言及している部分（21章）もあり、申命記史家的編集を経ていると考えられる。七十人訳聖書においては、この25章13節に諸国民への託宣が続いている（ヘブライ語聖書では、46-51章に置かれている）。
エレミヤ書の前半の成立過程は概ね上述のように推測される。
後半には散文部分が多い。
1914年に公表されたS. モーヴィンケルの研究以来、
- A - 詩文による預言
- B - エレミヤに関する物語
- C - 申命記的な様式によく似た散文の説教
- D - その他

が区別されるのが一般的である。
初期の預言はホセアの預言に非常によく似ている。
エレミヤに関する物語部分は、彼の書記であったとされるバルクに帰されることが多いが、申命記史家的な編集がどの程度であるか、という問題は残る。
Cは、申命記史家的な編集者によると考えられることが多いが、預言者自身の言葉の言い換えを含んでいるかもしれない。

## 申命記改革（ヨシヤ改革）に対して
『列王記』下22-23章では、ヨシヤ王の第18年（紀元前622年）にエルサレム神殿で、大祭司ヒルキヤにより「律法の書」が発見されたことが報告されている。この書は、現在の『申命記』の主要部分であると考えられており、『原申命記』（Urdeuteronomium）と呼ばれる。この書の内容に従い、ヨシヤ王の時代にエルサレム以外の聖所が廃止された（祭儀集中）。
11章で繰り返される「契約の言葉」とは、『原申命記』のことであると考えられる。3節でこの「契約の言葉」の違反者に対して呪いが語られることから明らかなように、エレミヤは基本的にこの改革に好意的であったが、この改革が伴った祭儀集中は地方聖所で活動していたレビ人祭司たちの地位を脅かすものであったため、アナトトの自分の一族から命を狙われたことが報告されている。この時期のエレミヤの苦悩は、「告白録」と呼ばれる部分に書かれている。
異教的な祭儀や社会的不正に対する批判を、エレミヤは申命記改革と共有していたが、申命記改革（ヨシヤ改革）の問題性を彼は指摘してもいる。紀元前609年に、申命記改革の推進者であったヨシヤ王は、エジプト王ネコによってメギド（エルサレムのはるか北方、カルメル山の南方）で殺害された。これに引き続き、ヨシヤの子エホアハズが後継者として民によって選ばれたが、エジプト王ネコは彼を退位させ、代わりにヨヤキム（エホヤキム）を王位につけた（紀元前608年）。このヨヤキム王の第1年に語られたとされる説教が26章に収録されている。8章では、「主の律法」を保持していることを誇る預言者たちや祭司たちに対して審判が語られている。これは、当時の申命記改革の推進者に対する批判であると考えられる。書記たちが律法を捏造し、その律法に基づいて、破滅が迫っている状況で偽りの平和を語ったことが批判されている。
申命記改革は、エルサレム神殿の地位を必然的に高めることになったが、エレミヤは、エルサレムの選びを絶対的なものとは見なさなかった。26章では、民が罪を悔い改めなければ、かつて破壊されたシロのように、エルサレムも廃墟になると預言される。最初、この預言を聞いた者たちはエレミヤを死刑にしようとしたが、数人の長老たちがエルサレムの荒廃を預言した預言者ミカ（『ミカ書』は彼に帰されている）を引き合いに出してエレミヤを弁護した。
ただし、エルサレムに対する審判を語ることが命がけだったという状況に変わりはない。26章20節以下では、エレミヤと同様の審判預言を語っていたウリヤと呼ばれる預言者が、逃亡先のエジプトから連れ戻されて王によって殺されたことが報告されている。26章最終節の24節によれば、エレミヤはシャファンの子アヒカムによって庇護されていたために殺されずにすんだ。シャファンはヨシヤ王時代の改革推進者の一人であった。
エレミヤ書が申命記史家的な編集を後に受けたことはほぼ確実であると考えられているが、編集者たちは申命記改革に対するエレミヤの批判を削除しはしなかった。

## 内容に関する批判など
- 1章では、標題の後にエレミヤの召命記事が続いている。『イザヤ書』6章にあるイザヤの召命記事と比較すると、彼の召命は視覚的ではなくて聴覚的なものであったことが特筆される。
- 1章5節では、エレミヤは「諸国民の預言者」に召命されているが、彼の預言のほとんどが南王国あるいはエルサレムに向けられていることはやや奇妙であるので、現在巻末にある諸国民への託宣は編集の段階で一箇所にまとめられたと推測する学者もいる。
- 2章では、『ホセア書』2章もそうであるように、神とイスラエルの関係が婚姻関係に喩えられており、さらに、出エジプト後の荒野放浪の時代は新婚時代に比せられている。ホセアからの影響は特に2章、3章において明確である。
- 4章5節以降では、おそらくエレミヤの初期に遡る「北からの敵」の襲来を預言した。これが実際にどの民族の来襲を指しているのかについては意見が分かれる。もしこれがバビロンを指すのであれば、この預言は、紀元前605年のカルケミシュの戦い以降の時代のものであると考えられる。騎馬民族スキタイであると考えられることもある。
- 22章24節以下では、ヨヤキン王に対しては、神が指輪にたとえられた彼を指から抜き取るといわれる。30節では、その子供はユダの王座に就くことがないと預言されているが、実際、ヨヤキン（エホヤキン）はバビロンへ捕囚となり、ユダではゼデキヤが即位した。
- 23章1-8節においては、ユダの回復が預言されている。この中で、ダビデの王座を継承する者については、ゼデキヤという名前の言葉遊びが見られる。これは、ゼデキヤ王に対する皮肉であるかもしれない。同様の内容は、33章14節以下にもある。
- 23章7節では、「このような日が来る」といわれるが、この表現は終末論的希望を表すために用いられることが多い。
- 24章では、捕囚民が良いいちじくに、ユダに残った者、エジプトに移住した者が悪いいちじくにたとえられている。これは、捕囚民の立場であると考えられるので、後代の加筆・編集の可能性がある。
- 27章はゼデキヤ王の治世の初期に語られたとされているもので、「軛（くびき）の預言」といわれる。おそらくは共同してバビロンに対する反抗を画策するためにゼデキヤのもとを訪問していた周辺諸国の使者に対する言葉を含んでいる。これは木製の軛を自分の首にはめて現れたエレミヤによって語られたものであり、バビロニアに対して反抗を企てるグループを批判し、バビロニアに対する服従を説いた。6節でエレミヤはバビロニアの王ネブカドネザルを「わたし（神）の僕」であると呼んでいる。
- 28章では、預言者ハナンヤとの対決が叙述されている。ハナンヤは持ち去られた神殿の祭具の奪回と捕囚民の帰還を預言した。これに対し、エレミヤは8節で過去の預言者たちが災いを預言したことに言及するが、ハナンヤはエレミヤの軛を打ち砕いた。エレミヤはいったん立ち去るが、再び現れ、砕かれた木の軛の代わりに、鉄の軛が諸国にはめられ、それらの国々はバビロニアの奴隷となると預言する。さらにエレミヤはハナンヤの死を預言し、それはその年の7月に成就したとされる。
- 29章には、エレミヤが捕囚民に書き送った手紙が集録されている。それは捕囚地で平和に暮らし、人口を減らさないように指示し、また、70年後の回復を預言している。
- 31章の救済預言では北イスラエルの民も言及されるが、ヨシヤ時代には北王国の国土回復の希望が持たれていたことを考えれば不思議ではない。エレミヤ書前半の多くの預言も北王国に対して述べられている。
- 31章9節では、神がイスラエルの父となり、エフライム（北王国イスラエルを表す）が神の子となると語られる。旧約聖書において神と民との関係を父子関係として描くことは実はまれであるが、『ホセア書』11章も同様に父子関係において民の対神関係を理解している。ヤコブが一般的には北王国に関連付けられるにもかかわらず、ユダがヤコブとばれていることは『第二イザヤ書』と共通する（これに対し、『アモス書』7章では、北王国イスラエルがヤコブと呼ばれている）。
  - 29節では、先祖の行為の報いを子孫が受けるという趣旨のことわざが否定されるべき見解として引用されているが、全く同様のことわざがエゼキエル書18章2節でも否定されるべき見解として引用されている。
  - 31-34節は、律法が心の中に記され内面化されるという内容の救済預言であり、「新しい契約」と呼ばれる。現在の形態においては基本的にC（申命記的な様式によく似た散文の説教）として分類されることが多い。
  - 32節において、それ以前の「シナイ契約」がイスラエルの民によって破られたことが語られるが、それに続く33節には、「契約定式」が現れている。
- 37章では、エジプト軍の進軍によってカルデア軍が一時撤退したことが報告されている。このとき、エレミヤはカルデア軍が必ず戻ってきてエルサレムを占領することを預言した。包囲が解けている間に、エレミヤは土地を相続するために、アナトトに行こうとするが、カルデア軍に投降しようとしたと疑われて、地下牢に監禁された。ゼデキヤはエレミヤを宮廷につれてこさせて預言を求めたが、監視の庭に拘留されることになった。
- 38章では、再びカルデア軍に対する投降を勧めたために役人たちによって捕らえられ、水溜に投げ込まれているが、クシュ人宦官エベド・メレクによって命を救われた。ゼデキヤはエレミヤを呼んでこさせ、彼に意見を求めている。エレミヤはここでも王に投降を勧めた。
- 39章によれば、ゼデキヤ王の第9年10月に包囲が始まり、第11年の4月9日にエルサレムの城壁の一部が破られた。ゼデキヤはアラバ地方へ向かって脱走を図ったが、エリコで捕らえられ、ハマト地方のバビロン王の下に連行され、目の前で王子たちを殺され、自らは両眼を抉られた上に足枷をはめられ、バビロンへ連れ去られたとされる。
- 40章では、エレミヤは親衛隊長ネブザルアダンによって釈放される。エレミヤがエジプトに行くことを拒否してユダに留まろうとしたことも、その土地がいずれは回復されるという希望を預言者が持ち続けていたことの傍証であるといえるであろう。
- 41章によれば、バビロン王はゲダルヤを総督としたが、ネタンヤの子イシュマエルによって暗殺された。
- 42章では、エレミヤはエジプトに下って寄留することに対する神の警告の言葉を告げるが、この言葉にもかかわらず、43章前半では、ユダの人々はエレミヤをエジプトへ連れて行ったとされる。彼はおそらく生涯をエジプトで終えたのであろう。
- 43章の後半には、エレミヤがエジプトで語ったとされる預言が収録されている。
- 44章は、エジプトにおける異教崇拝を非難する預言である。